# Monika Zgustová
Monika Zgustová (Praga, 1957) es una escritora y traductora checo-española. Los temas de su obra de ficción giran alrededor del exilio, la pérdida de la identidad y la vida íntima de las personas en tiempos del totalitarismo. Zgustová es una figura clave en la introducción de la literatura checa en el mundo hispanohablante, habiendo traducido numerosas obras de autores checos al español y al catalán. El autor más traducido por Zgustova es Bohumil Hrabal.

## Biografía
Nació en Praga en 1957. A la edad de 16 años se trasladó con su familia a Estados Unidos, donde estudió literatura comparada en la Universidad de Illinois. En la década de 1980 vivió algunas temporadas en Chicago, Nueva York y París. Finalmente se trasladó a Barcelona, donde adquirió la nacionalidad española al tiempo que recuperaba la checa.
Ha sido merecedora del Premio Cálamo 2018, propuesta como mejor libro por La Vanguardia y El Periódico entre otros. Tiene ocho novelas y cuatro libros ensayísticos publicados. Es de gran importancia su libro de testimonios titulado Vestidas para un baile en la nieve (Galaxia Gutenberg, 2017). Sus últimos libros publicados son Nos veíamos mejor en la oscuridad (Galaxia Gutenberg, 2022) y La bella extranjera. Praga y el desarraigo (Báltica Editorial, 2021). Ha escrito, además, la biografía de Bohumil Hrabal, Los frutos amargos del jardín de las delicias (Galaxia Gutenberg, 2016), un libro de cuentos y dos obras de teatro. Su obra se ha traducido a una decena de idiomas, entre ellos inglés, alemán y ruso. Colabora con la sección de opinión de El País, además de El País Semanal, La Vanguardia o el periódico CounterPunch en Estados Unidos, entre otros.
Ha traducido más de cincuenta obras de los idiomas checo y ruso al español y al catalán. Algunos de los autores que ha traducido son Bohumil Hrabal, Jaroslav Hašek, Václav Havel, Jaroslav Seifert, Milan Kundera, Fiódor Dostoyevski, Isaak Bábel, Anna Ajmátova y Marina Tsvetáyeva. Monika Zgustová es la autora de la primera traducción directa del checo al español de El buen soldado Švejk, obra principal de Jaroslav Hašek. Esta traducción se publicó en el año 2008, y junto a la traducción al catalán han sido reconocidas con diferentes premios.

## Obras

### No ficción
- La bella extranjera. Praga y el desarraigo (2021)
- La intrusa. Retrato íntimo de Gala Dalí (2018)
- Vestidas para un baile en la nieve  (2017)[5]
- Los frutos amargos del jardín de la delicias. Vida y obra de Bohumil Hrabal (1997)

### Ficción
- Soy Milena de Praga (2024)
- Nos veíamos mejor en la oscuridad (2022)
- Un revólver para salir de noche (2019)
- Las rosas de Stalin (2015)
- La noche de Valia (2013)
- Contes de la lluna absent (2010) (en catalán)
- Jardín de invierno (2009) Título original en checo Zimní zahrada (2008)
- La mujer silenciosa (2005) Título original en checo Tichá žena (2005)
- Las aventuras del buen soldado Švejk (obra teatral; 2005)
- Menta fresca amb llimona (2002) (en catalán) Título original en checo Peppermint Frappé (2002)
- La dona dels cent somriures (2001) (en catalán) Título original en checo Grave cantabile (2001)

## Premios y distinciones
- Finalista del premio El gran jueves literario (Velký knižní čtvrtek) por la novela Nos veíamos mejor en la oscuridad, 2022[6]
- World Literature Today destaca Dressed for a Dance in the Snow como libro notable del año traducido al inglés, 2020
- Premio Cálamo, libro del año por Vestidas para un baile en la nieve, 2017
- Premio Amat-Piniella por La noche de Valia, 2014
- Premio Angel Crespo por la traducción de Las aventuras del buen soldado Švejk de Jaroslav Hašek, 2010
- Premio Mercè Rodoreda por Contes de la lluna absent, 2009
- Finalista del Premio Nacional de la Crítica por La mujer silenciosa, 2005
- Premio Gratias Agit por su trabajo global, otorgado por el Ministerio de Asuntos Exteriores de la República Checa, 2004
- Premio Ciutat de Barcelona, por la traducción de Les aventures del bon soldat Švejk de Jaroslav Hašek, 1995
- European Translation Prize por Cartas a Olga de Václav Havel, 1994